# Крым (газета)
«Крым» —  политическая, общественная, литературная и научная газета, выходившая в 1882—1888 гг. в Севастополе, с 13 марта (25 марта) 1888 года — в Симферополе. В 1882-1886 гг. издавалась под заглавием «Севастопольский справочный листок», в 1886-1888 гг. — «Севастопольский листок».

## История
«Севастопольский справочный листок» начал издаваться 1 октября (13 октября) 1882, став первой городской газетой. Издательницей и редактором газеты была Ольга Протопопова. В первом номере редакция анонсировала программу нового издания

 Среди повсеместных жалоб на апатию и разрозненность общественных сил, мы желали бы, посредством «Севастопольского справочного листка», доставить возможность гласного обсуждения вопросов местной городской и тесно связанной с ней земской жизни. В этих видах, мы заботимся привлечь в сотрудники «Листка», по возможности, всех выдающихся деятелей этого края. В ближайших номерах будут помещены корреспонденции из разных городов Крыма и местностей, связанных с ним административно. Кроме того, страницы нашего издания открыты для обмена мнений по всем областям экономической жизни Крыма 
В газете публиковалась местная хроника, официальные приказы и распоряжения, телеграммы из России и из-за рубежа, фельетоны, коммерческие объявления, реклама и другие материалы. В феврале 1886 года издание стало выходить под заглавием «Севастопольский листок»(сохранив прежнюю нумерацию), в марте 1888 года редакция переехала в Симферополь и газета была переименована в «Крым». 
4 марта (17 марта) 1906 выпуск «Крыма» был приостановлен, взамен выходили газеты «Новый Крым», «Отклики Крыма», «Труд», «Южная газета» и «Южные новости».
Практически весь комплект «Крыма» (более трёх тысяч номеров) оцифрован Российской национальной библиотекой.